# Nacht ohne Morgen
Nacht ohne Morgen ist ein deutscher Fernsehfilm des Regisseurs Andreas Kleinert aus dem Jahr 2011, der erstmals am 30. November 2011 im Ersten gesendet wurde.

## Handlung
Der krebskranke Jurist Jasper Dänert will vor seinem nahenden Tod einen lang zurückliegenden Fall aufklären, den er vor 19 Jahren als Staatsanwalt nicht hat aufklären können.
1992 hat Dänert, damals Staatsanwalt in Potsdam, die Ermittlungen in einem Mordfall geleitet, der ihm besonders nahe gegangen ist. Ein 16- oder 17-jähriger Junge ist tot in einem Waldstück in Brandenburg gefunden worden. Seine Identität ist ungeklärt geblieben, ebenso die des Täters. Bekannt ist nur, dass er unter dem Decknamen „Jimmy“ in Berlin als Stricher tätig gewesen ist. Seine richtiger Name kann auch deshalb nicht ermittelt werden, da er scheinbar von niemandem vermisst worden ist.
Dänert bittet die Dorfpolizistin Larissa Brandow um Hilfe, die damals mit 14 Jahren die Leiche des 16-jährigen Jungen gefunden hat. In stoischer Ruhe führt er sie zur Identifikation des Opfers und des Tathergangs. Am Ende wird deutlich, dass Dänert selbst eine Liebesbeziehung mit Jimmy gehabt hat. Dieser ist nach einem Streit mit Dänert zu Tode gekommen, wobei offen bleibt, ob es sich um einen Unfall oder Mord gehandelt hat, den Dänert in jedem Fall vertuscht hat.
Er bittet Brandow um Zeit für den Suizid.
Als Nebenhandlung wird der Zerfall seiner Ehe verfolgt, in die er sich ein Jahr nach dem Mord an dem geliebten Stricher geflüchtet hat. Die kühle Akzeptanz seiner im Beruf aufgehenden Frau, deren verschwiegenen Betrug er durch die Frage „Liebst du sie?“ an seinen Freund auflöst, steht in Kontrast zu der fröhlichen Unbekümmertheit in der Liebe zu Jimmy und auch im Kontakt zu einem letzten Stricher, mit dem Dänert am Ende eine Nacht verbringt, nach der er den Tod wählt.

## Drehorte
Der Film wurde vom 8. März 2011 bis zum 12. April 2011 in Berlin und Umgebung gedreht.

## Rezeption

### Kritik
„Und mitten drin in diesem brutal zärtlichen, psychologisch schonungslosen Drama, das die Richtlinien des öffentlich-rechtlichen Konsensfernsehens weit hinter sich lässt: Götz George in seiner vielleicht größten Rolle seit Der Totmacher von 1995. Still, präzise, rigoros arbeitet er sich hier als Todgeweihter ins emotionale Zentrum des Films vor.“

### Einschaltquoten
Die Erstausstrahlung von Nacht ohne Morgen am 30. November 2011 wurde in Deutschland von 5,82 Millionen Zuschauern gesehen und erreichte einen Marktanteil von 18,7 % für Das Erste. Bei einer Wiederholung am 19. Juli 2023 erreichte der Film 3,53 Millionen Zuschauer mit einem Marktanteil von 16,1 %.

### Nominierungen
2012 war der Regisseur Andreas Kleinert für Hamburger Krimipreis zu Ehren Jürgen Rolands nominiert. Im selben Jahr erfolgte zusammen mit dem Drehbuchautor Karl-Heinz Käfer die Nominierung für den Grimme Preis.